# Almost Famous
Almost Famous là bộ phim điện ảnh đề tài ca nhạc và thuộc thể loại hài–chính kịch của Mỹ công chiếu năm 2000 do Cameron Crowe làm đạo diễn kiêm viết kịch bản. Phim có sự tham gia của các diễn viên Billy Crudup, Frances McDormand, Kate Hudson, Jason Lee và Patrick Fugit. Nội dung kể về hành trình của một nhà báo thiếu niên của tờ Rolling Stone vào đầu thập niên 1970 khi đi lưu diễn cùng ban nhạc hư cấu có tên Stillwater.
Bộ phim gần như là một tự truyện bởi bản thân Crowe lúc còn trẻ cũng từng viết bài cho Rolling Stone, và những tình tiết của bộ phim được tổng hợp từ trải nghiệm của ông với các ban nhạc Poco, The Allman Brothers Band, Led Zeppelin, Eagles và Lynyrd Skynyrd. Thông qua nhân vật chính William Miller, Crowe cũng đã kể lại những kỷ niệm của ông về tình dục, tình yêu và cả những thần tượng của mình.
Ngoài thành công lớn tại các rạp chiếu bóng trên toàn thế giới, Almost Famous còn nhận được rất nhiều đánh giá chuyên môn tích cực và giành giải Oscar cho kịch bản gốc xuất sắc nhất. Không lâu sau, bộ phim còn được trao Giải Grammy cho Tác phẩm âm nhạc biên soạn xuất sắc nhất cho phim ảnh. Ngoài ra, bộ phim còn có được Giải Quả cầu vàng cho Phim ca nhạc hoặc phim hài hay nhất và Nữ diễn viên điện ảnh phụ xuất sắc nhất (Hudson). Nhà phê bình Roger Ebert bình chọn đây là bộ phim hay nhất năm 2000 và là bộ phim xuất sắc thứ 9 của thập niên 2000. Trong một cuộc bình chọn bởi độc giả BBC vào năm 2016, Almost Famous đứng thứ 79 trong số những bộ phim hay nhất của thiên niên kỷ mới.

## Cốt truyện
Năm 1969, một cậu nhóc thần đồng tên William Miller phải vất vả thích nghi với cuộc sống học đường. Cuộc đời của cậu càng trở nên rối bời hơn sau khi biết được rằng mẹ cậu là bà Elaine – một giáo sư đại học đã góa chồng – đã nói dối rằng cậu đã 12 tuổi. Thực tế là William mới có 11 tuổi, cậu bắt đầu học lớp một năm 5 tuổi và bỏ qua lớp 5 để học vượt cấp. Bà Elaine cấm tiệt hai con tiếp xúc với nhạc rock và văn hóa đại chúng nghe vì lo sợ các con của bà sẽ bị ảnh hưởng tiêu cực, nhưng lại khiến cô chị gái 18 tuổi của William là Anita cảm thấy bức bối nên đã rời nhà để chuyển đến San Francisco rồi đi làm tiếp viên hàng không.
Năm 1973, cậu thanh niên William bấy giờ đã 15 tuổi do chịu ảnh hưởng từ việc nghe một thùng album nhạc rock mà cô chị Anita ngầm để lại cho mình, nên có niềm khao khát trở thành một nhà báo chuyên về nhạc rock, và cậu đã chắp bút những bài viết freelance rồi gửi chúng cho các tờ báo ngầm ở San Diego. Nhà báo nhạc rock Lester Bangs do ấn tượng với tài viết lách của William nên chi cho cậu 35 USD để đi làm bài đánh giá một buổi hòa nhạc của Black Sabbath. Tuy nhiên William bị cấm vào hậu trường, rồi ban nhạc chơi khai mạc buổi diễn là Stillwater đặt chân đến thì William mới dùng lời ngọt của mình để được vào. Tay lead guitar của nhóm, Russell Hammond rất yêu mến cậu và cả cô bạn mà Hammond mới quen tên là Penny Lane – một groupie lâu năm của nhóm; và cô này cũng hết mực chăm sóc và bảo ban William. Mặc dù hành xử như một groupie điển hình, nhưng Penny Lane lại khăng khăng rằng cô cùng những người bạn của mình là các "band aid" – thuật ngữ mà cô tự nghĩ ra để miêu tả những người hâm mộ nữ yêu âm nhạc của các ngôi sao nhạc rock hơn là con người họ.
Chủ bút của tờ Rolling Stone, ông Ben Fong-Torres vì tưởng rằng William là người trưởng thành nên thuê cậu trước khi biết mặt để viết một bài về Stillwater và cho William lên đường cùng ban nhạc. Trong lúc William cố tiếp cận các thành viên trong ban để phỏng vấn thì Russell liên tục gạt cậu ra. Mâu thuẫn giữa Russell và Jeff Bebe – giọng ca chính của nhóm sớm hiển hiện rõ ràng, đặc biệt là khi họ nhận được thùng áo phông của nhóm với chân dung toàn bộ các thành viên trong ban nhạc vẽ trên áo, trong đó hình Russell nổi lên rõ và sống động nhất, còn chân dung những người khác thì bị in hình chìm khuất sau anh. William bị ban nhạc gọi đùa là "kẻ thù" (the enemy) vì cậu là một nhà báo, nhưng cậu dần mất đi góc nhìn trung lập của mình và trở thành một phần trong nội bộ của nhóm.
Công ty thu âm chủ quản của Stillwater đã thuê một tay quản lý chuyên nghiệp tên là Dennis để xử lý các vấn đề liên quan đến những địa điểm diễn và đám nhân viên chiêu thị. Penny buộc phải rời ban nhạc trước khi họ đặt chân tới New York, nơi bạn gái của Russell tên Leslie sẽ nhập hội cùng họ ở đó. Penny và ba cô bạn "band aid" đi cùng đã bị đem làm vật thí cho một ban nhạc khác trong một trò chơi poker; và mặc dù Penny tỏ ra thờ ơ trước những chuyện đó, cô vẫn bị chà đạp nặng nề. Trong khi đó, Dennis thuê một chiếc máy bay nhỏ để ban nhạc có thể chơi thêm nhiều đêm diễn hơn. Sau đó Penny bất ngờ xuất hiện tại một nhà hàng ở New York – nơi mà Stillwater đang ăn mừng vì được lên trang bìa của tạp chí Rolling Stone. Rồi Penny bị ban nhạc đuổi đi, bất chấp việc Leslie có nhìn thấy Penny đang cố gắng thu hút sự chú ý của Russell. William đuổi theo cô đến khách sạn và kịp thời cứu sống Penny sau khi cô này suýt tử vong vì dùng thuốc quaalude quá liều.
Trên chuyến bay đến một đêm diễn khác vào ngày hôm sau, máy bay của Stillwater bị vướng vào một cơn bão. Vì lo sợ rằng máy bay sẽ rơi, tất cả mọi người đều thổ lộ hết những bí mật của mình, còn mâu thuẫn âm ỉ kéo dài giữa Jeff và Russell dần biến thành một màn tranh cãi gay gắt. Bản thân William cũng thú nhận tình yêu của mình với Penny sau khi Jeff buông lời xúc phạm cô. Chiếc máy bay vượt qua cơn hoạn nạn và hạ cánh an toàn tại Tupelo, nhưng lại khiến tất cả mọi người trong đoàn phải suy ngẫm sau bầu không khí căng thẳng trên chuyến bay. Sau đó, William đến tòa soạn của Rolling Stone nhưng không biết làm cách nào để hoàn thành bài viết. Cậu gọi cho Lester Bangs nhờ tư vấn và ông sớm nhận rằng William đã trở thành một phần của ban nhạc lúc nào không hay. Ông khuyên William rằng tình bạn mà cậu tưởng là đang có với Stillwater thực chất chỉ là ảo mộng và nói rằng cậu hãy "trung thực và không nhân nhượng". Rồi William hoàn thành bài viết và gửi cho tòa soạn, làm cho các cây bút của Rolling Stone cực kỳ mê mẩn nó, nhưng khi tạp chí cử người gọi điện cho ban nhạc để kiểm chứng thực hư thì Russell lại nói dối để bảo vệ hình ảnh của Stillwater và tuyên bố 90% câu chuyện trong bài viết là sai sự thật. Từ đó Rolling Stone hủy lịch đăng bài và giết chết sự nghiệp của William. Kế đó, Anita bắt gặp em mình đang chán nản ở sân bay và an ủi William, hứa với cậu sẽ đưa cậu đến bất cứ đâu, và thế là William chọn chuyến đi trở về nhà của họ ở San Diego.
Cô groupie tên Sapphire chỉ trích Russell vì đã phản bội William và cả những chuyện anh đã làm với Penny. Russell cảm thấy hối hận và gọi điện cho Penny rồi bày tỏ mong muốn gặp cô, nhưng cô lại lừa đưa cho anh địa chỉ nhà của William. Russell đặt chân đến nhà William và đối mặt với mẹ cậu là Elaine, rồi bị bà khiển trách vì những gì anh đã làm với con trai bà. Tiếp đó, Russelll xin lỗi William và cuối cùng để cậu phỏng vấn mình lần nữa. Rồi Russell xác thực bài viết của William cho tờ Rolling Stone và tạp chí này cho đăng bài đó lên trang bìa. Phim kết thúc với cảnh Penny thỏa giấc mơ đi du lịch đến Morocco mà cô ấp ủ bấy lâu, còn Stillwater tiếp tục đi lưu diễn trên xe buýt.

## Phân vai
- Patrick Fugit trong vai William Miller
  - Michael Angarano trong vai Young William
- Billy Crudup trong vai Russell Hammond
- Frances McDormand trong vai Elaine Miller
- Kate Hudson trong vai Penny Lane
- Jason Lee trong vai Jeff Bebe
- Zooey Deschanel trong vai Anita Miller
- Anna Paquin trong vai Polexia Aphrodisia
- Fairuza Balk trong vai Sapphire
- Bijou Phillips trong vai Estrella Starr
- Noah Taylor as Dick Roswell
- Philip Seymour Hoffman trong vai Lester Bangs
- Terry Chen trong vai Ben Fong-Torres
- Jay Baruchel trong vai Vic Munoz
- Jimmy Fallon trong vai Dennis Hope
- Rainn Wilson trong vai David Felton
- Mark Kozelek trong vai Larry Fellows
- Liz Stauber trong vai Leslie Hammond
- Zack Ward trong vai The Legendary Red Dog
- John Fedevich trong vai Ed Vallencourt
- Eric Stonestreet trong vai Sheldon the Desk Clerk
- Marc Maron trong vai Angry Promoter

## Sản xuất
Crowe đã sử dụng những trải nghiệm của mình với nhiều ban nhạc mà ông từng quen biết thời còn làm phóng viên nhạc rock cho tờ Rolling Stone, rồi tổng hợp chúng lại để tạo nên một nhóm nhạc hư cấu đặt tên là "Stillwater"; đây là nhóm nhạc mới nổi chào đón một nhà báo trẻ (William) nhập hội, rồi dần cẩn trọng với những mục đích của cậu nhà báo này. Tuy nhiên "Stillwater" lại là tên của một ban nhạc có thật từng ký hợp đồng với Macon – chi nhánh hãng đĩa Capricorn Records ở Georgia; hãng này đã yêu cầu các nhà sản xuất phim phải xin phép sử dụng cái tên "Stillwater". Trong một buổi phỏng vấn, tay guitar của Stillwater thật tên là Bobby Golden phát ngôn: "Họ có thể sử dụng cái tên đó mà không cần xin phép, nhưng chúng tôi thì có thể kéo họ ra hàng loạt vụ kiện tụng khác nhau. Luật sư của chúng tôi đã liên hệ với họ. Họ mong muốn chúng tôi cho sử dụng cái tên đó miễn phí, và rồi tôi đáp: 'Không có chuyện chúng tôi làm miễn phí đâu." Tay rocker ở thập niên 70, Peter Frampton là cố vấn kĩ thuật cho bộ phim. Crowe và vợ ông lúc bấy giờ – nhạc công Nancy Wilson của Heart – đã đồng sáng tác 3 trong 5 bài hát của Stillwater trong phim, hai bài còn lại là do Frampton viết với nghệ sĩ Mike McCready của Pearl Jam thể hiện phần lead guitar của tất cả các bài.
Nhân vật Russell Hammond lúc đầu được xây dựng là để dành cho nam diễn viên Brad Pitt. Nhưng trong đợt tập luyện trước khi phim bấm máy, Crowe và Pitt đều nhất trí rằng lựa chọn đó "không phù hợp" rồi Pitt bỏ dự án. Câu thoại “I am a Golden God!” trong cảnh nhảy xuống bể bơi cũng như nhiều chi tiết liên quan đến ngoại hình bắt mắt của Russell Hammond được xây dựng dành cho Pitt, nhưng kể cả sau khi Billy Crudup được tuyển vai thì Crowe vẫn giữ nguyên những chi tiết đó. Crowe xây dựng nhân vật Penny Lane dựa trên một phụ nữ có thật tên là Pennie Lane Trumbull cùng nhóm nhân viên chiêu thị nữ của bà; họ tự gọi mình với cái tên "Flying Garter Girls Group". Dù không nằm trong hội Flying Garter Girls, nhiều nhân vật nữ khác cũng được Crowe lựa chọn làm cảm hứng, chẳng hạn như Pamela Des Barres và Bebe Buell.
Năm 2012, trong cuốn hồi ký mang tên My Cross to Bear, nhạc sĩ Gregg Allman đính chính rằng một số tình tiết của bộ phim được lấy trực tiếp từ quãng thời gian mà Crowe ở cùng Allman Brothers Band. Cảnh phim mà Russell nhảy từ nóc nhà xuống một hồ bơi được dựng theo một hành động có thật của nghệ sĩ Duane Allman đã làm: "Người nhảy từ nóc nhà xuống bể bơi là Duane—anh ấy nhảy từ tầng 3 của một nơi tên là Travelodge ở San Francisco. Anh trai tôi còn muốn nhảy thêm lần nữa, nhưng tên chủ nhà đã giơ quả đấm ra dọa và hét vào mặt anh ấy. Chúng tôi kể câu chuyện ấy mọi lúc, và tôi chẳng lạ gì khi thấy Crowe cũng có mặt ở đấy nghe." Gregg cũng đính chính rằng ông và Dickey Betts đã chơi khăm Crowe bằng cách bịa ra một điều khoản trong hợp đồng ghi rằng không được phép đăng câu chuyện của Crowe lên mặt báo—ngay trước khi vị đạo diễn gửi nó cho tờ Rolling Stone.

## Nhạc phim
| Đánh giá chuyên môn | Đánh giá chuyên môn |
| Nguồn đánh giá      | Nguồn đánh giá      |
| Nguồn               | Đánh giá            |
| ------------------- | ------------------- |
| Allmusic            | [ 13 ]              |

Album soundtrack của Almost Famous đã đoạt giải Grammy cho Tác phẩm âm nhạc biên soạn xuất sắc nhất cho phim ảnh.

### Danh sách bài hát
| STT | Nhan đề                                              | Sáng tác                                                  | Nghệ sĩ                  | Thời lượng |
| --- | ---------------------------------------------------- | --------------------------------------------------------- | ------------------------ | ---------- |
| 1.  | "America"                                            | Paul Simon                                                | Simon & Garfunkel        | 3:37       |
| 2.  | "Sparks"                                             | Pete Townshend                                            | The Who                  | 3:48       |
| 3.  | "It Wouldn't Have Made Any Difference"               | Rundgren                                                  | Todd Rundgren            | 3:51       |
| 4.  | "I've Seen All Good People: Your Move"               | Chris Squire, Jon Anderson                                | Yes                      | 3:33       |
| 5.  | "Feel Flows"                                         | Carl Wilson, Jack Rieley                                  | The Beach Boys           | 4:44       |
| 6.  | "Fever Dog"                                          | Nancy Wilson                                              | Stillwater               | 3:10       |
| 7.  | "Every Picture Tells a Story"                        | Stewart, Ron Wood                                         | Rod Stewart              | 5:55       |
| 8.  | "Mr. Farmer"                                         | Sky Saxon                                                 | The Seeds                | 2:51       |
| 9.  | "One Way Out (Live)"                                 | Elmore James, Marshall Sehorn, Sonny Boy Williamson đệ II | The Allman Brothers Band | 4:59       |
| 10. | "Simple Man"                                         | Gary Rossington, Ronnie Van Zant                          | Lynyrd Skynyrd           | 5:56       |
| 11. | "That's the Way"                                     | Jimmy Page, Robert Plant                                  | Led Zeppelin             | 5:37       |
| 12. | "Tiny Dancer"                                        | John, Bernie Taupin                                       | Elton John               | 6:15       |
| 13. | "Lucky Trumble"                                      | Wilson                                                    | Nancy Wilson             | 2:42       |
| 14. | "I'm Waiting for the Man" (từ Live Santa Monica '72) | Lou Reed                                                  | David Bowie              | 5:43       |
| 15. | "The Wind"                                           | Stevens                                                   | Cat Stevens              | 1:40       |
| 16. | "Slip Away"                                          | William Armstrong, Marcus Lewis Daniel, Wilbur Terrell    | Clarence Carter          | 2:32       |
| 17. | "Something in the Air"                               | Speedy Keen                                               | Thunderclap Newman       | 3:54       |

### Đội ngũ thực hiện
"Stillwater"
- Billy Crudup ("Russell Hammond") - lead guitar
- Jason Lee ("Jeff Bebe") - hát chính
- John Fedevich ("Ed Vallencourt") - trống
- Mark Kozelek ("Larry Fellows") - bass guitar

Những người khác
- Peter Frampton
- Mike McCready
- Jon Bayless
- Ben Smith
- Gordon Kennedy
- Marti Frederiksen – hát

## Đón nhận

### Doanh thu phòng vé
Almost Famous có buổi công chiếu ra mắt tại Liên hoan phim quốc tế Toronto năm 2000. Sau đó tác phẩm được chiếu với số lượng suất xem có hạn vào ngày 15 tháng 9 năm 2000 tại 131 cụm rạp, qua đó thu về 2,3 triệu USD trong tuần chiếu đầu tiên. Số suất chiếu của phim được mở rộng hơn vào ngày 22 tháng 9 năm 2000 tại 1.193 cụm rạp, qua đó thu về 6,9 triệu USD tại Bắc Mỹ và 14,8 triệu USD tại các thị trường khác trên thế giới, nâng tổng doanh thu của bộ phim lên 47,4 triệu USD so với kinh phí bỏ ra là 60 triệu USD.

### Đánh giá chuyên môn
Almost Famous nhận được đông đảo lời tán dương từ giới phê bình. Trên Rotten Tomatoes, bộ phim nhận được 89% lượng đồng thuận dựa theo 169 bài đánh giá, qua đó đạt điểm trung bình 7,93/10. Các chuyên gia nhất trí rằng: "Với những màn diễn xuất tập thể và cốt truyện tuyệt vời, Almost Famous là một tác phẩm điện ảnh ấm áp và được xây dựng khéo léo, làm cuốn hút bạn vào thời đại mà phim lấy bối cảnh." Trên Metacritic, phim đạt số điểm 90/100 dựa trên 38 bài đánh giá, thể hiện "mức độ đón nhận rất tích cực".
Nhà phê bình điện ảnh Roger Ebert chấm Almost Famous điểm hoàn hảo 4/4 sao và miêu tả bộ phim là "hài hước và cảm động theo rất nhiều cách khác nhau." Trong bài đánh giá viết cho The New York Times, nhà báo A. O. Scott viết: "Những niềm vui thật sự của tác phẩm không phải được tìm thấy trong cốt truyện của nó, mà nằm ở vô số các cảnh phim hài hước và kỳ quặc. Đây là loại phim chào mời bạn quay lại và thưởng thức những khoảnh khắc yêu thích của mình, giống như những tấm ảnh chọn lọc cắt ra từ cuốn album vậy." Cây bút Richard Corliss của tạp chí Time thì khen ngợi kịch bản phim vì đã "trao động cơ cho các nhân vật, làm cho mọi người trong cuộc tranh cãi giàu xúc cảm trở nên duyên dáng và hấp dẫn, tạo nên những nhân vật hư cấu đang hít thở trong một câu chuyện lấy bối cảnh là cuộc sống đời thực." Trong bài nhận xét phim cho tờ L.A. Weekly, Manohla Dargis viết: "Tác phẩm tỏa ánh sáng lung linh với những niềm vui thích không thể cưỡng lại và định nghĩa đặc điểm tốt nhất của Hollywood – cái vẻ bóng bẩy như thủy tinh, hài hước, sang chảnh và tươi sáng, được lấp đầy với cuộc sống của các nhân vật luôn hấp dẫn và giàu mục đích hơn chính chúng ta." Peter Travers của tờ Rolling Stone đưa ra nhận định về Almost Famous: "Kể từ A Hard Day's Night thì không có một bộ phim nào mang tới cho bạn cái cảm giác dồi dào sức sống mà âm nhạc đem lại đến thế."

### Đề cử và giải thưởng
| Tổ chức        | Hạng mục giải                                         | Người nhận                                                             | Kết quả   |
| -------------- | ----------------------------------------------------- | ---------------------------------------------------------------------- | --------- |
| Giải Oscar     | Nữ diễn viên phụ xuất sắc nhất                        | Kate Hudson                                                            | Đề cử     |
| Giải Oscar     | Nữ diễn viên phụ xuất sắc nhất                        | Frances McDormand                                                      | Đề cử     |
| Giải Oscar     | Dựng phim xuất sắc nhất                               | Joe Hutshing and Saar Klein                                            | Đề cử     |
| Giải Oscar     | Kịch bản gốc xuất sắc nhất                            | Cameron Crowe                                                          | Đoạt giải |
| Giải BAFTA     | Nữ diễn viên chính xuất sắc nhất                      | Kate Hudson                                                            | Đề cử     |
| Giải BAFTA     | Nữ diễn viên phụ xuất sắc nhất                        | Frances McDormand                                                      | Đề cử     |
| Giải BAFTA     | Phim hay nhất                                         | Ian Bryce và Cameron Crowe                                             | Đề cử     |
| Giải BAFTA     | Nhạc phim hay nhất                                    | Nancy Wilson                                                           | Đề cử     |
| Giải BAFTA     | Kịch bản gốc xuất sắc nhất                            | Cameron Crowe                                                          | Đoạt giải |
| Giải BAFTA     | Âm thanh xuất sắc nhất                                | Doug Hemphill, Rick Kline, Paul Massey, Michael Wilhoit và Jeff Wexler | Đoạt giải |
| Quả cầu vàng   | Nữ diễn viên điện ảnh phụ xuất sắc nhất               | Kate Hudson                                                            | Đoạt giải |
| Quả cầu vàng   | Nữ diễn viên điện ảnh phụ xuất sắc nhất               | Frances McDormand                                                      | Đề cử     |
| Quả cầu vàng   | Phim hài/ca nhạc hay nhất                             | Phim hài/ca nhạc hay nhất                                              | Đoạt giải |
| Quả cầu vàng   | Kịch bản hay nhất                                     | Cameron Crowe                                                          | Đề cử     |
| Giải Grammy    | Tác phẩm âm nhạc biên soạn xuất sắc nhất cho phim ảnh | Danny Bramson và Cameron Crowe                                         | Đoạt giải |
| Giải Satellite | Nam diễn viên phụ phim điện ảnh xuất sắc nhất         | Philip Seymour Hoffman                                                 | Đề cử     |
| Giải Satellite | Nữ diễn viên phụ phim điện ảnh xuất sắc nhất          | Kate Hudson                                                            | Đoạt giải |
| Giải Satellite | Nữ diễn viên phụ phim điện ảnh xuất sắc nhất          | Frances McDormand                                                      | Đề cử     |
| Giải Satellite | Đạo diễn xuất sắc nhất                                | Cameron Crowe                                                          | Đề cử     |
| Giải Satellite | Phim hài hoặc ca nhạc hay nhất                        | Phim hài hoặc ca nhạc hay nhất                                         | Đề cử     |
| Giải Satellite | Kịch bản gốc xuất sắc nhất                            | Cameron Crowe                                                          | Đề cử     |